# Échouement
Ne doit pas être confondu avec échouage.

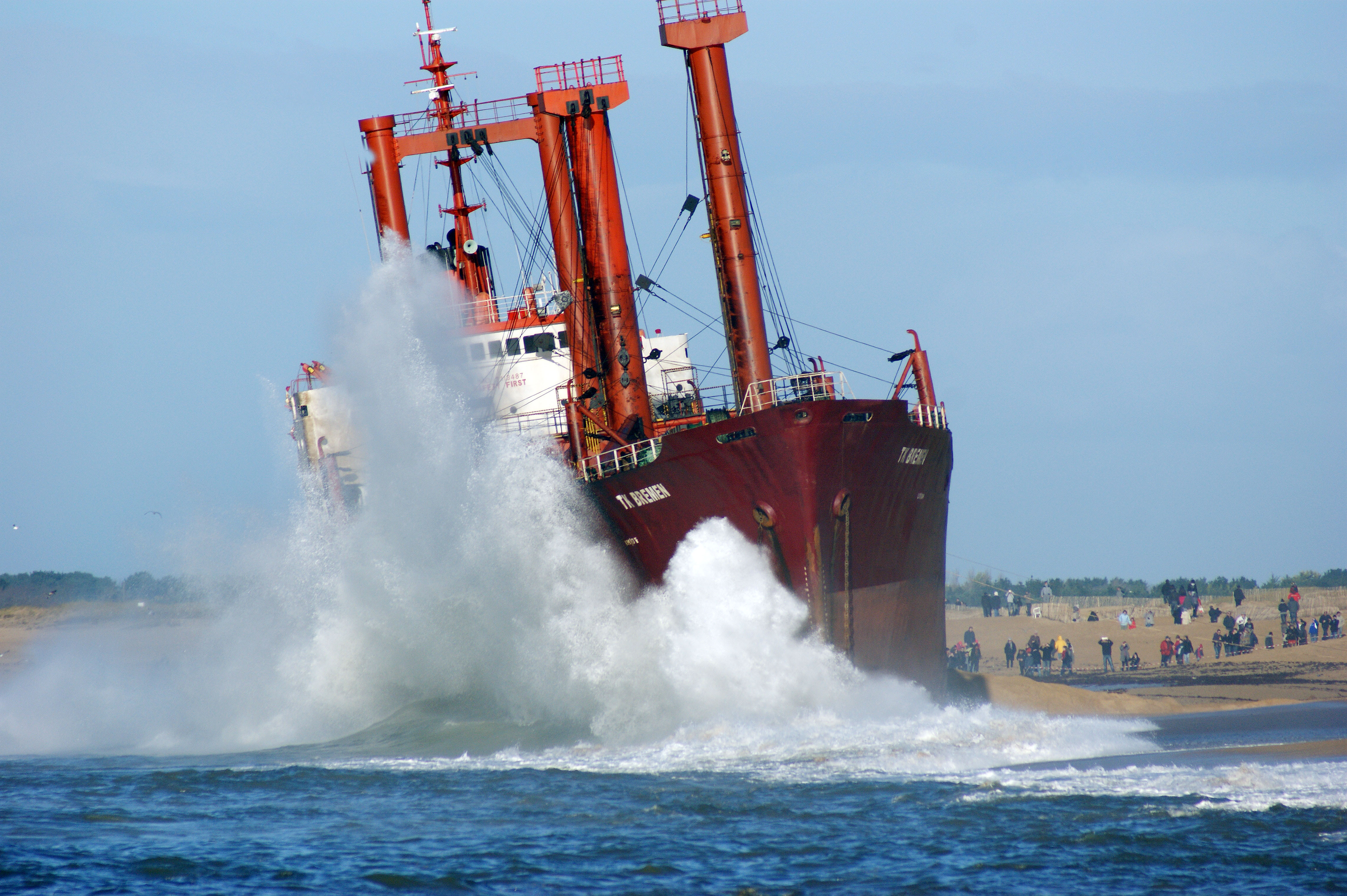
Le TK Bremen échoué définitivement sur une plage de Bretagne sud en 2011. Il sera démoli quelque mois après.

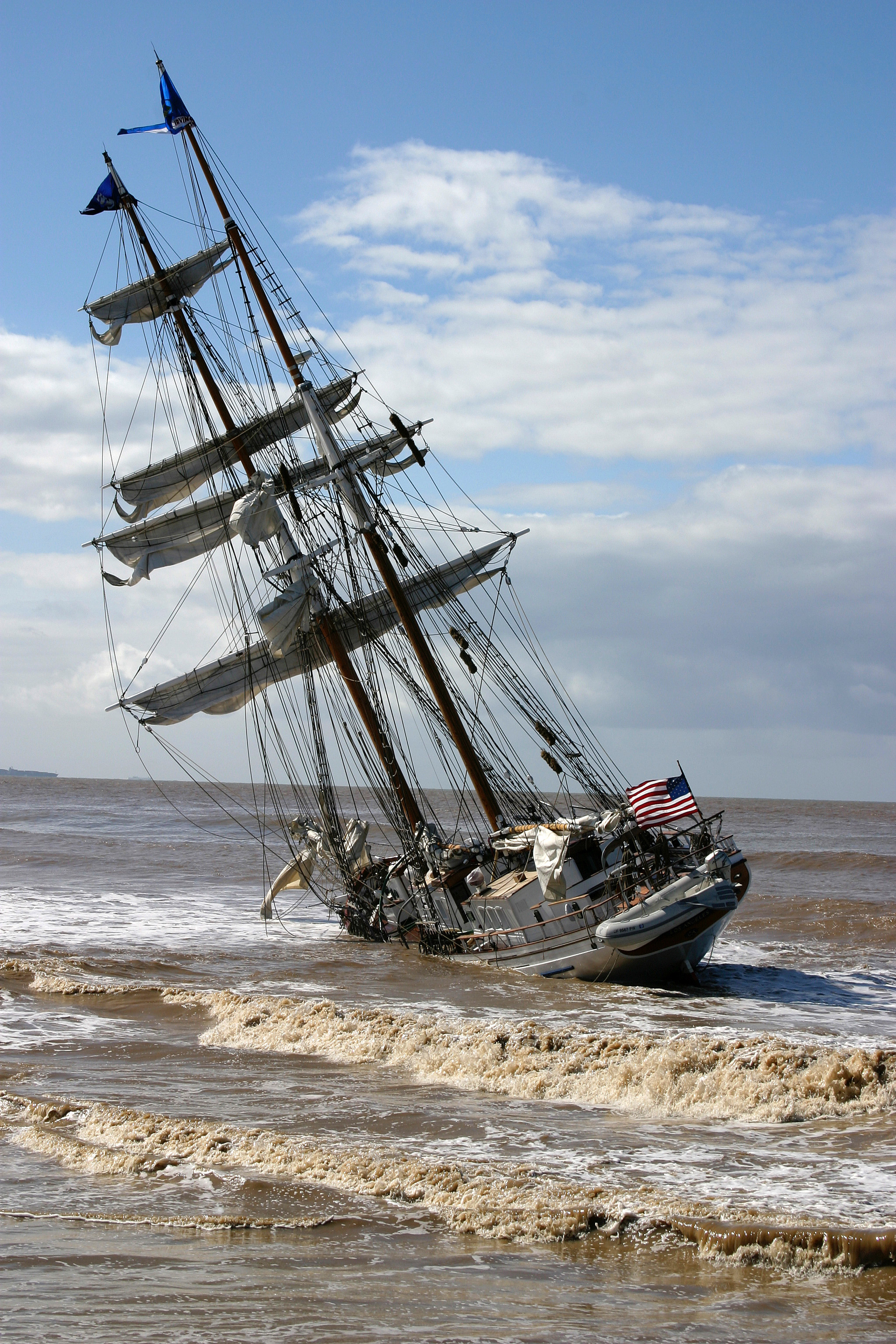
Le voilier Irving Johnson échoué en 2005 reprendra la mer quelques jours plus tard.

L'échouement est l'immobilisation accidentelle d'un navire sur un haut-fond, c’est-à-dire dans un endroit où le navire ne dispose plus assez de profondeur d'eau sous sa coque pour naviguer. L'échouement se produit généralement non loin de la côte, mais il peut également se produire au large dans une zone de mer moins profonde. Lorsque l'immobilisation résulte d'une action volontaire (par exemple pour caréner (nettoyer) la coque dans une mer à marée) on parle d'échouage.
Dans une mer forte, l'échouement peut entraîner la destruction progressive du navire qui va talonner (heurter) violemment le fond à chaque vague. Si l'échouement se produit sur un écueil par ailleurs entouré d'eaux profondes, le navire risque de couler après avoir été brisé par la mer. 
Un navire échoué peut parfois sortir de cette situation par ses propres moyens : en se déhalant sur une ancre mouillée au large, ou en faisant gîter fortement le navire (pour un petit navire), ou à marée haute, en vidant ses ballasts (s'il en dispose) ce qui diminuera son tirant d'eau ; généralement, pour un grand navire, le recours à un remorqueur est nécessaire. Lorsque la coque est très endommagée, il est souvent difficile de renflouer le navire.
Les conséquences d'un échouement sont souvent graves pour l'intégrité du navire mais elles peuvent l'être également pour l'équipage et les passagers. Si l'échouement se produit par très mauvais temps ou par forte houle, l'évacuation du navire par son équipage peut devenir impossible, la mer brisant dans la zone de l'échouement. Si le navire est de petite taille, il peut être progressivement détruit par les vagues entraînant la perte des hommes à bord, à moins d'un secours venu de l'extérieur (hélitreuillage).

## Cause des échouements
De nos jours, l'échouement est généralement la conséquence soit d'une avarie de la propulsion ou de l'appareil à gouverner se produisant à proximité de la côte ou d'une zone de hauts fonds, soit d'une erreur de navigation (mauvaise estimation de la position, route mal tracée, non-respect des consignes de barre, ...). Plus rarement l'échouement peut être lié à une carte marine erronée ou incomplète (erreur sur la position de la côte, hauts fonds non cartographiés... ) ou  à une défaillance d'un système de signalisation maritime (extinction de phare, bouée endommagée...). L'échouement peut également survenir alors que le navire est au mouillage à la suite d'une rupture de la chaîne ou d'un dérapage de  l'ancre).
Il arrive que l'on choisisse d'échouer le navire volontairement pour sauver le navire, l'équipage, les passagers ou la cargaison ; le navire étant généralement endommagé, on parle plutôt dans ce cas d'échouage que d'échouement.

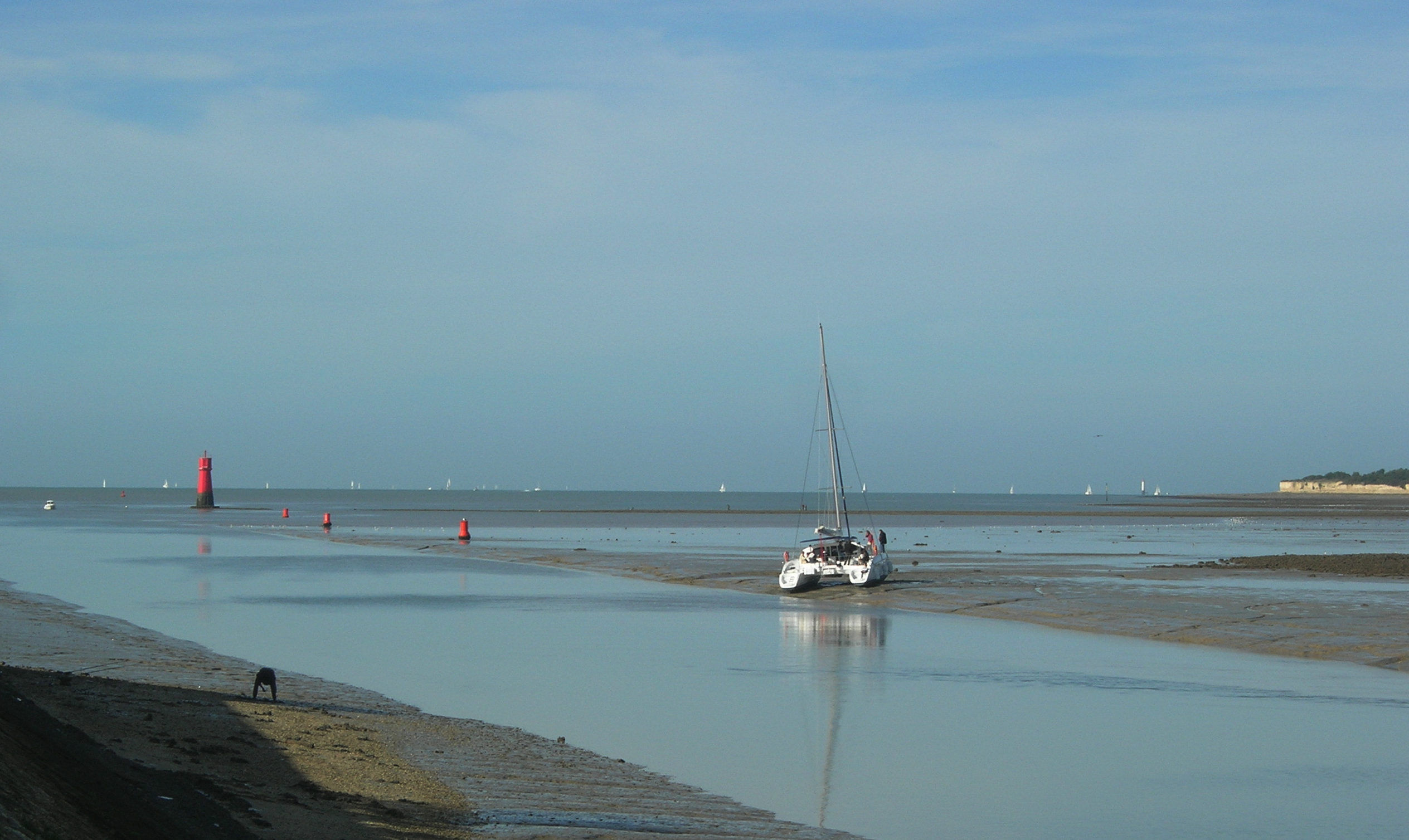
Voilier échoué à la suite d'une erreur de navigation dans un chenal à marée descendante.

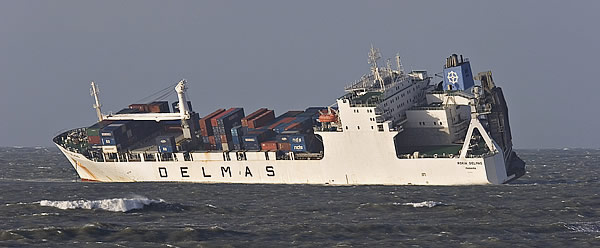
Le porte-conteneurs Rokia Delmas le matin de son échouement le 24/10/2006 devant Le Bois-Plage-en-Ré sur la côte sud de l'Île de Ré.

Les fautes humaines peuvent être notamment les suivantes :
- le défaut de préparation du voyage, la documentation nautique erronée ou non mise à jour
- la mauvaise communication entre les membres de l'équipage (sur la passerelle)
  - absence de compétence en navigation dans les zones dangereuses
  - défaut ou erreur humaine dans la conduite de la navigation et/ou du quart au mouillage (exemple : Costa Concordia)
  - sur un grand navire, le défaut de communication entre le pilote et le personnel de quart lors de l’entrée ou de la sortie de port
  - défaut de compréhension de l’information nautique diffusée
  - erreur dans l’estimation de la position (officier de quart ou service du pilotage) (exemple : Thomson Majesty)
  - fatigue des personnes chargées de la veille (exemple : Exxon Valdez).

Plusieurs facteurs accroissent le risque d'échouement :
- Les grands navires ont un tirant d'eau qui peut dépasser 20 mètres. L'échouement peut, pour ces navires, intervenir très rapidement lorsqu'ils se rapprochent des ports car ils ne disposent de suffisamment d'eau sous la coque que dans les chenaux relativement étroits dragués pour eux.
- Dans une zone à marée la hauteur d'eau varie dans le temps. Un mauvais calcul de cette dernière peut entraîner un échouement surtout lorsque le marnage est important.
- Lorsque le vent souffle fort vers la côte ou vers les dangers, la moindre avarie de barre ou de propulsion peut très rapidement faire échouer le navire devenu non manœuvrant (exemple : Rokia Delmas).

L'échouement constitue, en droit français, un délit, lorsqu'il est commis par le capitaine, le chef de quart ou le pilote d'un navire mais aussi pour tout autre membre de l'équipage, à la condition que l'échouement soit, ait occasionné la perte ou l'innavigabilité absolue d'un navire ou la perte d'une cargaison, ou ait entraîné des blessures graves ou la mort d'une ou de plusieurs personnes.